# 翁
翁（おきな）は、年取った男、老人を親しみ敬って呼ぶ語。他人を呼ぶ時に使うと敬う意味になり、自身を呼ぶ時に使うとへりくだる意味になる。

## 解説
男の老人を「翁」、女の老人を「嫗（おうな）」と呼ぶ。中世において子供は「童」と呼ばれてまだ一人前の人（大人）ではないのに対し、翁（嫗）はすでに人でなくなった存在とされていた。
子供は神仏に近い存在とされていたが、老人も同様である。翁になると原則的に課役などが課せられなくだけでなく神仏に近い存在とされ、例えば『今昔物語集』では神々は翁の姿で現れ、『春日権現験記絵巻』でも神は翁の姿で描かれている。

## 能楽界での翁
能楽における「翁」は、別格に扱われる祝言曲で、翁・千歳・三番叟の三人の歌舞からなり、正月初会や祝賀能などの最初に演じられる。

### 明宿集における「翁」論
宗教人類学者の中沢新一によれば、1964年（昭和39年）に偶然発見された金春禅竹による『明宿集』には、「翁」（宿神）の意味・神々の世界の中での宿神の位置などについて多数記述されていた。『明宿集』とは、禅竹が一座の後進のために、猿楽で最も重要な精神的価値を持つ「翁」の本質を明らかにしようとして書いた、一種の内部文書である。そのためこの書は、同じ精神的伝統を持つ者たちに向けられており、相当に大胆な思考がなされている。内容は一部分だけでも、芸能史・神話学・社会史・民俗学の側面へと広がっている。
『明宿集』は次のように始まる。要約すると禅竹は、一切全て「存在」とは「翁」と同義である、と述べている。
このように『明宿集』によると、仏教的な意味での「存在」の本質（仏性）とは、大日如来・阿弥陀如来・釈迦如来という三位一体であり、この三つ組は「翁」と同一だとされている。「翁」は様々な神の姿として垂迹を見せるのであり、その代表例にはまず住吉明神があり、続いて諏訪の神、塩釜の神、走湯山の神、筑波山の神が挙げられる。いずれも自然の力と密接な繋がりを持っている。
禅竹は日本の自然や観念世界に「翁」と同様の構造を発見し、「翁」として次々に裁定していく。『明宿集』は次のように書く。
ここで禅竹は「宿神」の「宿」を、当時の天文学である「星宿」と結びつけながら、「天」（新プラトン主義的な高み）と「地」（物質主義的な深さ）を媒介するものとしての「翁＝宿神」を主張している。ここから転じて禅竹は、「翁」と同体であるような神仏・人物・書物などをさらに列挙している。

### 宿神とシャグジの共通点
『世界大百科事典 第2版』では、宿神とは「守宮神、守久神、社宮司、守公神、守瞽神、主空神、粛慎の神、守君神など、さまざまな表記があるが、元来はシャグジ、シュグジなどと称された小祠の神の名」と推測されている。
シャグジと宿神について『石神問答』で研究した柳田國男は、音韻論的に一つの仮説を出した。シャグジは漢字で書けば、社宮司・石護神・石神・石神井など多用だが、共通性として、呼び名が「シャ」「サ」「ス」などのサ行音と、カ行音（またはガ行音）の組み合わせになっている。「サ」の音は岬・坂・境・崎などのように、地形や物事の先端・境界を表す古語に頻出する。この「サ」がカ行音と結びつくと、物事を塞ぎ遮る「ソコ」などのような、境界を指す言葉になる。すなわち、シャグジは空間や物事の境界にかかわる霊威を表す言葉・神なのではないか。そこから柳田は、「芸能の徒」の守り神が「宿神」と呼ばれた理由を次のように推論した。芸能者はもともと定住をしなかった人々であり、住むことができた場所は村・町はずれや、坂・断層の近くだった。そうした場所はたいがい、境界を表すサ行音とカ行音の結合である「サカ」や「ソコ」と呼ばれていた。そのために芸能者たちは「ソコ」「スク」「シュク」の人々と呼ばれるようになり、彼らの守護神も「シュク神」と呼び慣わされるようになった。